# Los Angeles Galaxy 2004
Questa voce raccoglie le informazioni riguardanti il Los Angeles Galaxy nelle competizioni ufficiali della stagione 2004.

## Stagione
Nella stagione 2004, la squadra californiana termina al terzo posto la stagione regolare qualificandosi ai play-off nei quali giunge sino in semifinale. In coppa nazionale non va oltre il terzo turno.

## Organico
Di seguito la rosa aggiornata al 26 marzo 2004.

### Rosa 2004
| N. |                        | Ruolo | Calciatore            |
| -- | ---------------------- | ----- | --------------------- |
| 1  | Stati Uniti (bandiera) | P     | Daniel Popik          |
| 2  | Stati Uniti (bandiera) | D     | Ricky Lewis           |
| 3  | Stati Uniti (bandiera) | D     | Ryan Suarez           |
| 4  | Stati Uniti (bandiera) | D     | Paul Broome           |
| 5  | Stati Uniti (bandiera) | D     | Chris Albright        |
| 6  | Stati Uniti (bandiera) | D     | Josh Gardner          |
| 7  | Stati Uniti (bandiera) | A     | Jovan Kirovski        |
| 8  | Stati Uniti (bandiera) | C     | Peter Vagenas         |
| 9  | Stati Uniti (bandiera) | C     | Guillermo González    |
| 10 | Austria (bandiera)     | C     | Andreas Herzog        |
| 11 | Stati Uniti (bandiera) | A     | Sasha Victorine       |
| 12 | Stati Uniti (bandiera) | C     | Ned Grabavoy          |
| 13 | Stati Uniti (bandiera) | A     | Cobi Jones (capitano) |

| N. |                          | Ruolo | Calciatore       |
| -- | ------------------------ | ----- | ---------------- |
| 14 | Giamaica (bandiera)      | D     | Tyrone Marshall  |
| 15 | Venezuela (bandiera)     | A     | Alejandro Moreno |
| 16 | Stati Uniti (bandiera)   | A     | Alan Gordon      |
| 17 | Stati Uniti (bandiera)   | D     | Scot Thompson    |
| 18 | Corea del Sud (bandiera) | D     | Hong Myung-bo    |
| 20 | Guatemala (bandiera)     | A     | Carlos Ruiz      |
| 21 | Stati Uniti (bandiera)   | A     | Arturo Torres    |
| 22 | Stati Uniti (bandiera)   | P     | Kevin Hartman    |
| 23 | Stati Uniti (bandiera)   | D     | Danny Califf     |
| 27 | Zimbabwe (bandiera)      | C     | Joseph Ngwenya   |
| 28 | Stati Uniti (bandiera)   | D     | Chris Aloisi     |
| 99 | Brasile (bandiera)       | C     | Marcelo Saragosa |